# 三好秀樹
三好秀樹（みよしひでき、1972年11月20日 - ）は、日本の実業家。香川県出身。 / 経営者、実業家、 ターンアラウンドマネジャー。株式会社トレセンテ、堀田丸正株式会社（東証スタンダード）、株式会社セフィーヌの代表取締役社長CEOを歴任。

## 経歴
1996年3月　ファーストリテイリング入社、店長、スーパーバイザーを担当後、本社にて人事・採用、営業支援統括リーダー、FC開発リーダー、事業提携リーダーなどを歴任
2011年10月　ジンズホールディングス：店舗オペレーショングループ部長 兼 カスタマーサポートセンター部長を務める
2014年9月　ベンチャーバンクホールディングス：事業責任者、R&D責任者及び新規事業（日本初のトランポリンフィットネスのJUMP ONE）立ち上げ
2017年3月　RIZAPグループ：株式会社ジーンズメイトで執行役員営業本部長、株式会社ワンダーコーポレーションで経営管理本部副本部長を務める
2019年4月　株式会社トレセンテの取締役副社長に就任し、2019年6月より代表取締役社長
2020年6月　堀田丸正株式会社（東証スタンダード）の代表取締役社長CEOに就任
2021年7月　株式会社セフィーヌの副社長COO兼CSOに就任し、2022年7月より代表取締役社長CEO